# Bossen og bumsen
Bossen og bumsen (originaltitel: Trading Places) er en amerikansk komediefilm fra 1983 instrueret af John Landis og med Dan Aykroyd og Eddie Murphy i hovedrollerne som henholdsvis bossen og bumsen der bytter plads.

## Medvirkende
- Dan Aykroyd
- Eddie Murphy
- Jamie Lee Curtis
- Ralph Bellamy
- Don Ameche
- Denholm Elliott
- Kristin Holby
- Paul Gleason
- James Belushi